# Кайса Бергстрем
Кайса Бергстрем (швед. Kajsa Bergström, 3 січня 1981) — шведська керлінгістка, олімпійська чемпіонка. Молодша сестра керлінгістки Анни Ле Мойн.

## Виступи на Олімпіадах
| Олімпіада     | Дисципліна | Місце |
| ------------- | ---------- | ----- |
| Ванкувер 2010 | керлінг    | 1     |